# Erpo von Padberg († 1113)
Erpo von Padberg (auch Erpho von Padberg; † 1113 in Flechtdorf, heute Ortsteil von Diemelsee) war ein Graf aus dem Geschlecht der Padberger und einer von mehreren Grafen dieses Namens (siehe Erpo von Padberg).
Erwähnt wird er erstmals im Jahr 1101. In diesem Jahr schenkte er seine Eigenkirche zu Werdohl, die Vorgängerkirche der dortigen Kilianskirche, sowie weiteren Grundbesitz an das von seiner Frau Beatrix von Nidda gegründete Kloster Boke. Nach deren kinderlosem Tod kam es zum erbitterten Streit mit ihren Brüdern und Verwandten, die sich weigerten, den Nachlass an das Kloster gehen zu lassen. Erpo verlegte dann 1104 das Kloster Boke nach Flechtdorf.
Die Überlieferung beschreibt ihn als wild und jähzornig. Einer Legende zufolge hatten sich einmal Einwohner des heute nicht mehr existierenden Dorfes Horhusen aufgelehnt. Nachdem Erpo von Padberg zu einer Strafaktion aufgebrochen war, gingen die Einwohner dem Angreifer mit einem Kruzifix aus einer Kirche entgegen. Als Erpo mit dem Schwert auf das Kruzifix schlug, schoss ein starker Schmerz durch seine Hand, so dass ihm das Schwert entfiel. Er sah das als Strafe Gottes an und stellte seine Strafaktion ein. Anschließend stiftete er das Kloster Flechtdorp (Flechtdorf). Erpo hatte keine legitimen männlichen Nachkommen, und das Grafengeschlecht Padberg erlosch mit seinem Tod im Jahre 1113. 
1120 wurden die Burg und die dazugehörige Herrschaft durch das Kloster Flechtdorf an das Kölner Erzstift verkauft. Dieses setzte eigene Ministeriale als Burgmannen auf die Burg Padberg. Um 1141 werden Wecelo, Otto und Hermann von Padberg erwähnt. Ab 1166 ist die Genealogie dieses Adelsgeschlechts gesichert, das sich seit diesem Jahr nach der Burg „von Padberg“ nannte. Dieses neue Geschlecht der Padberger tritt nun als Kölner Lehnsmannen auf.